# مجموعات عرقية في الجزائر
| مجموعات عرقية في الجزائر | مجموعات عرقية في الجزائر | مجموعات عرقية في الجزائر | مجموعات عرقية في الجزائر | مجموعات عرقية في الجزائر |
| ------------------------ | ------------------------ | ------------------------ | ------------------------ | ------------------------ |
| مجموعات عرقية            | مجموعات عرقية            |                          | نسبة مئوية               | نسبة مئوية               |
| أمازيغ وعرب مستعربة      | أمازيغ وعرب مستعربة      |                          | 97%                      | 97%                      |
| مجموعات عرقية في أوروبا  | مجموعات عرقية في أوروبا  |                          | 3%                       | 3%                       |

المجموعات العرقية في الجزائر هم مجموعة متنوعة من الجزائريين تشمل الأمازيغ والعرب ، سكان الجزائر، ينقسم الأمازيغ
إلى عدة مجموعات فرعية، بعضها في منطقة القبايل، والشاوية، والمزابيين. الجزائر لديها أيضا عدد قليل من الأوروبيين، في الغالب من أصول فرنسية، وإسبانية، وإيطالية.
الأمازيغ
هم مجموعة عرقية أصلية في الجزائر وقد تفاعلوا مع الفينيقيين والرومان لقرون. في البداية كانوا مسيحيين، ثم صاروا مسلمين بعد انتشار الإسلام في ظل الفتوحات الإسلامية لشمال إفريقيا.

## 🧬 المجموعات العرقية في الجزائر

### العرب
يشكل العرب الأغلبية السكانية في الجزائر، بنسبة تتراوح بين 73.6% و85% من السكان. ينحدر معظمهم من القبائل العربية التي استقرت في المنطقة منذ الفتح الإسلامي في القرن السابع، مع موجات هجرة كبيرة في القرنين الحادي عشر والسابع عشر. ساهمت هذه الهجرات في تعريب العديد من القبائل الأمازيغية الأصلية، مما أدى إلى تبنيهم للغة العربية والإسلام. Wikipedia+1Wikipedia

### الأمازيغ
يشكل الأمازيغ نسبة تتراوح بين 15% و24% من السكان، وهم السكان الأصليون للمنطقة. ينقسمون إلى عدة مجموعات لغوية وثقافية، أبرزها:
- القبايل: يعيشون في منطقة القبائل شرق الجزائر العاصمة.
- الشاوية: يستوطنون جبال الأوراس في الشمال الشرقي.
- الطوارق: يسكنون الصحراء الجنوبية.
- الشناوة: يعيشون في شمال الجزائر.Wikipedia+1Wikipredia

تتحدث هذه المجموعات لغات أمازيغية متنوعة، وقد حافظت على تقاليدها الثقافية رغم التأثيرات العربية والإسلامية.

### المجموعات الأخرى
- الأوروبيون: خلال الفترة الاستعمارية، كان هناك عدد كبير من السكان الأوروبيين، خاصة من أصول فرنسية وإسبانية وإيطالية. غادر معظمهم البلاد بعد الاستقلال في عام 1962.
- اليهود: كانت الجزائر موطنًا لجالية يهودية كبيرة، لكن معظمهم غادروا البلاد بعد الاستقلال، خاصة إلى فرنسا وإسرائيل. Wikipedia+2Wikipredia+3Wikipedia

## 📚 مصادر ووصلات مفيدة
- مجموعات عرقية في الجزائر – ويكيبيديا
- التركيبة السكانية في الجزائر – ويكيبيديا
- Demographics of Algeria – Wikipedia (بالإنجليزية)
- Ethnic groups in Algeria – Wikipedia (بالإنجليزية)
- Algeria Ethnic groups – Index Mundi (بالإنجليزية)

## الأمازيغ
أمازيغ هم السكان الأصليون للجزائر. بداية من المملكة النوميدية حتى العصور الوسطى. كان للأمازيغ علاقات تاريخية واسعة مع كل من الرومان والفينيقيين الذين بنوا قرطاج في نهاية المطاف في أراضيهم. أسلم الأمازيغ وأراضيهم التي تم إضفاء الطابع الروماني عليها جزئيًا والمسيحية خلال الإمبراطورية الرومانية في القرن السابع مع توسع الدولة الأموية من سوريا. بدأت المدن الرومانية الأمازيغية السابقة بالتدريج تتحول إلى مدن عربية أمازيغية حيث شاركت فيها ثقافة عربية إسلامية. اعتبر التعريب ظاهرة كبيرة، ويرجع ذلك في الغالب إلى التبادلات الثقافية والاقتصادية بين المغرب الإسلامي الجديد والمشرق القديم حتى القرن الثاني عشر مع غزو قبيلة بنو هلال البدوية الذين توسّع نفوذهم الثقافي نحو المناطق الداخلية. وفي غضون القرون القليلة اللاحقة، أصبح التعريب اللغوي لشمال إفريقيا أكثر أهمية وهيمنة.
ينقسم الجزائريون الناطقون باللغة الأمازيغية إلى عدة مجموعات فرعية. يعيش القبايل، ومعظمهم من المزارعين، في الجزء الجبلي المدمج في الجزء الشمالي من البلاد بين الجزائر وقسنطينة. يعيش الشاوية في جبال الأوراس بالمنطقة الشمالية الشرقية. اعتادت قبائل الشناوة ومجموعات الزناتة المماثلة المختلفة على احتلال مساحة كبيرة جدًا من وسط الجزائر إلى غرب الجزائر. يشمل المزابيين، مزارعي التمر المستقرين في واحة Ued Mzab. كما تشمل مجموعات الصحراء الطوارق والتوات.

## مجموعات عرقية أخرى
تشمل المجموعات العرقية الأخرى في الجزائر الأوروبيين من أصول تركية وفرنسية (كورسيكية) وإسبانية وإيطالية ومالطية، والذين يقدر عددهم بأقل من 1% من السكان عام 2005. لقد كانت الجزائر أيضًا موطنًا لجالية يهودية كبيرة فر معظمهم بعد استقلال الجزائر، حيث هاجر حوالي 70،000 يهودي إلى فرنسا و10،000 إلى إسرائيل في تلك الفترة. غادر جميع الباقين تقريبًا الجزائر خلال السنوات السبع التالية وبقي أقل من 100 يهودي في الجزائر اعتبارًا من عام 1998.